# Hypolestes clara
Hypolestes clara é uma espécie de libelinha da família Megapodagrionidae.
É endémica de Jamaica.
Os seus habitats naturais são: florestas subtropicais ou tropicais húmidas de baixa altitude e rios.
Está ameaçada por perda de habitat.